# Обуркі (Куявсько-Поморське воєводство)
Обуркі (пол. Obórki) — село в Польщі, у гміні Осек Бродницького повіту Куявсько-Поморського воєводства.
Населення — 140 осіб (2011).
У 1975-1998 роках село належало до Торунського воєводства.

## Демографія
Демографічна структура станом на 31 березня 2011 року:
|          | Загалом | Допрацездатний вік | Працездатний вік | Постпрацездатний вік |
| -------- | ------- | ------------------ | ---------------- | -------------------- |
| Чоловіки | 72      | 16                 | 46               | 10                   |
| Жінки    | 68      | 15                 | 37               | 16                   |
| Разом    | 140     | 31                 | 83               | 26                   |